# Code de l'environnement (France)
Pour les articles homonymes, voir Code de l'environnement.
Lire en ligne

Lire sur Légifrance

En droit français, le code de l'environnement regroupe et organise dans un code officiel en vigueur, les textes législatifs et réglementaires relatifs au droit de l'environnement. Il rassemble des textes d'origines diverses portant sur le sujet : législation française antérieure, droit européen et droit international. 
Sa partie législative a été codifiée à partir de l'ordonnance de septembre 2000 et sa partie réglementaire progressivement par la suite, à partir d'août 2005.

## Histoire
L'idée de la codification du droit de l'environnement apparait dès 1976 dans le discours prononcé par le garde des sceaux Jean Lecanuet, à La Roche-sur-Yon le 23 janvier. Celui-ci déclare : « Je crois nécessaire, pour faciliter l'action des praticiens, de faire procéder à la rédaction d'un code de l'environnement ».
En 1980, l'universitaire Jean Lamarque publie une compilation du droit de l'environnement, dans la collection des « Petits codes » aux éditions Dalloz, en faisant le choix de la plus large transversalité possible.
En 1989, plusieurs textes sur la protection de la nature sont codifiés dans le code rural, au côté des dispositions sur la chasse et la pêche.
Il convient de noter, qu'à cette période, le gouvernement Michel Rocard s'est lancé dans une entreprise de codification systématique du droit français.
La rédaction d'un Code de l'environnement est inscrite, pour la première fois, dans l'agenda de travail du ministre chargé de l'environnement, Brice Lalonde, en 1988. En 1990, le jeune député Michel Barnier publie 100 propositions de mesures pour une meilleure intégration du droit de l'environnement, dans « Le défi écologique : chacun pour tous ». Il interpelle le gouvernement sur l'avancé de la codification de ce droit. Puis, un rapport de recherche concernant la faisabilité de ce code est rendu en 1991, par la Société française de droit de l'environnement, plus précisément sous la plume de Michel Prieur. En 1992, Ségolène Royal charge le professeur Gilles Martin de dresser un plan du futur code. Ce plan est rendu le 11 décembre 1992, puis la Commission supérieure de codification est saisie. Celle-ci remet en 1996 un avant-projet de loi visant à corriger les incohérences entre différents textes avant la codification.
Entre-temps, un premier projet de loi de ratification du Code de l'environnement est déposé au parlement en 1994 par le Gouvernement Balladur, mais il est retiré rapidement.
Puis, Michel Barnier, devenu ministre de l'environnement, porte l'idée d'élargir le projet de loi, centré sur les risques, à l'ensemble des questions de l'environnement. C'est donc dans l'objectif de codifier le droit de l'environnement en France que la loi Barnier de février 1995 intègre au droit interne une série de principes généraux issus du droit européen et de plusieurs conventions internationales signées par la France.
À partir de juin 1995, le nouveau président de la république Jacques Chirac et son gouvernement souhaitent que la codification soit l'occasion de simplifier les règles environnementales (en fait les réduire). L'idée, jusque-là acquise, de codification à droit-constant, est donc remise en question.
La ratification du Code de l'environnement est présentée, une nouvelle fois, au parlement, le 27 mai 1998, et retirée de la même façon qu'en 1994. Finalement, en raison d'un encombrement parlementaire (allégué par le gouvernement), c'est par ordonnance que la partie législative du tout nouveau code de l'environnement est publiée le 18 septembre 2000. Le Livre VII concernant la protection de l'Antarctique est ajouté le 15 avril 2003. Cette partie législative rassemble des dispositions issues de 39 lois préalablement dispersées.
Le 22 avril 2005 est publiée la partie réglementaire du Livre VII sur l'Antarctique, suivie le 2 août de la même année, par les parties réglementaire livres Ier, III, IV. Le 22 mars 2007, un nouveau décret rassemble plus de 70 décrets pour rédiger la partie réglementaire des livres II et VI et enfin le livre V se voit doté d'une partie réglementaire le 12 octobre 2007. Le dernier décret ajoute ainsi 3000 articles au code.
En 2016, la Loi pour la reconquête de la biodiversité, de la nature et des paysages ajoute de nouveaux principes au Code de l'environnement. La version papier (certes annotée et commentée) du code de l'environnement compte 3500 articles, à cette date.

## Principes et objectifs

### Objectifs de la codification
Selon Michel Prieur, l'idée initiale de la codification est de donner une légitimité au droit de l'environnement et de « faire reconnaître l'environnement comme valeur commune ». De plus, le code doit faciliter l'accès au droit.
Le Conseil constitutionnel considère que l'objectif de « renforcer la légitimité des décisions publiques dans le domaine de l'environnement et d'améliorer leur qualité » n'est pas atteint, 20 ans après sa publication.

### Principes du droit de l'environnement inscrits dans le livre I
La Loi Barnier de février 1995 transcrit en droit français quatre principes du droit de l'environnement :
- principe de prévention ;
- principe de correction à la source ;
- principe de précaution, la traduction française nuance cependant ce principe en le soumettant à une réaction « proportionnée » et de « coût économiquement acceptable » par rapport au principe no 15 de la Déclaration de Rio
- et principe pollueur-payeur.

Ces quatre principes était déjà présents dans l'acte unique européen de 1987 et repris dans la Déclaration de Rio de 1992.
Puis, le 26 octobre 2005, est ajouté le :
- principe de libre accès à l'information environnementale, en application de la Convention d'Aarhus de 1998 que la France a ratifiée en 2002[12].

Enfin, comme on l'a vu plus haut, la Loi Biodiversité de 2016 ajoute de nouveaux principes au Code de l'environnement :  principe de non-régression du droit de l'environnement, principe selon lequel tout les usages peuvent participer à la biodiversité, en particulier les activités agricoles et forestières. Elle consacre également un principe selon lequel toute personne doit pouvoir " formuler ces observations, qui sont prises en considération".
La juriste Chantal Cans qualifie de « fantaisistes, inutiles et parfaitement déclaratoire » les nouveaux principes ajoutés par la loi de 2016.

### Objectifs du code inscrits dans le livre I
L'alinéa III de l'article L.110-1 défini 5 "engagements" du code, à savoir : la lutte contre le réchauffement climatique, la préservation de la biodiversité, la cohésion sociale, le bonheur et la transition vers une économie circulaire.

## Contenu
Le code est composé d'une partie législative et d'une partie réglementaire. Chacune comporte sept livres divisés en titres, chapitres, sections, sous-sections et paragraphes :
1. Dispositions communes ;
2. Milieux physiques ;
3. Espaces naturels ;
4. Patrimoine naturel, faune et flore ;
5. Prévention des pollutions, des risques, et des nuisances ;
6. Dispositions applicables en Nouvelle-Calédonie, en Polynésie française, à Wallis-et-Futuna, dans les Terres australes et antarctiques françaises et à Mayotte ;
7. Protection de l'environnement en Antarctique.

| L, R ou D                                   | centaine | dizaine | unité    | - numéro |
| ------------------------------------------- | -------- | ------- | -------- | -------- |
| partie législative, réglementaire ou décret | Livre    | Titre   | Chapitre | article  |

### Livre I: Dispositions communes
- Titre I : Principes généraux

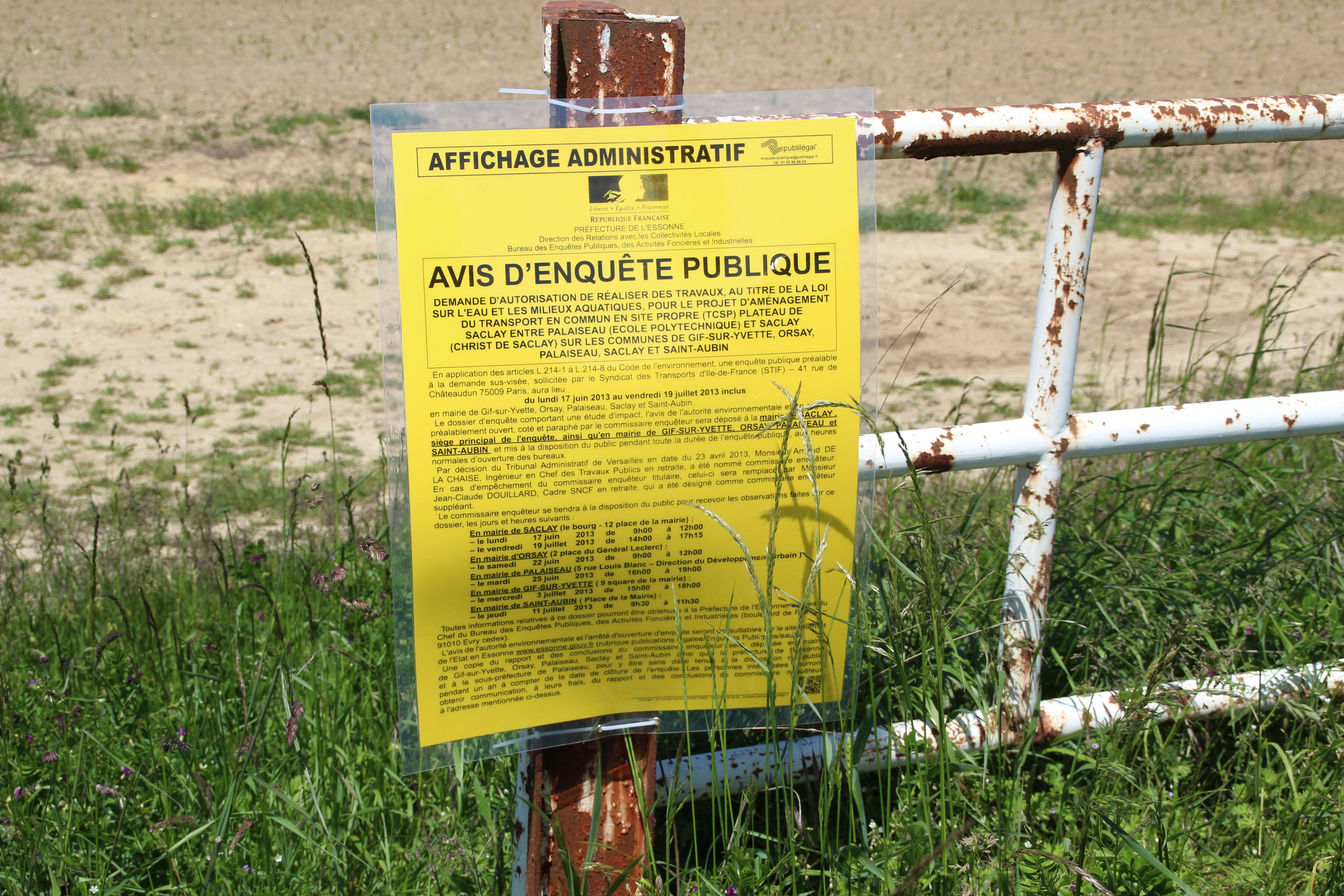
affiche annonçant la tenue d'une enquête publique dans le cadre d'un projet touchant l'environnement, plateau de Saclay, France.

Ce titre rappelle les principes généraux du droit de l'environnement et définit 5 objectifs du code.  Il défini succinctement les agenda 21.
- Titre II : Information et participation des citoyens

Ce titre explicite la participation du public aux décisions concernant l'environnement, les missions de la commission nationale du débat public sur des sujets ayant rapport avec l'environnement, les caractéristiques de l'évaluation environnementale et les conditions de l'autorisation environnementale. Il rend obligatoire la réalisation d'études d'impact pour les projets « susceptibles d'avoir des incidences notables sur l'environnement ou la santé humaine ».
- Titre III : Institutions
- Titre IV : Associations de protection de l'environnement et collectivités territoriales
- Titre V : Dispositions financières

### Livre II
Ce livre concerne les milieux physiques:
- Titre I : Eau et milieux aquatiques et marins. Il définit, notamment, la nomenclature IOTA.
- Titre II : Air et atmosphère

### Livre III

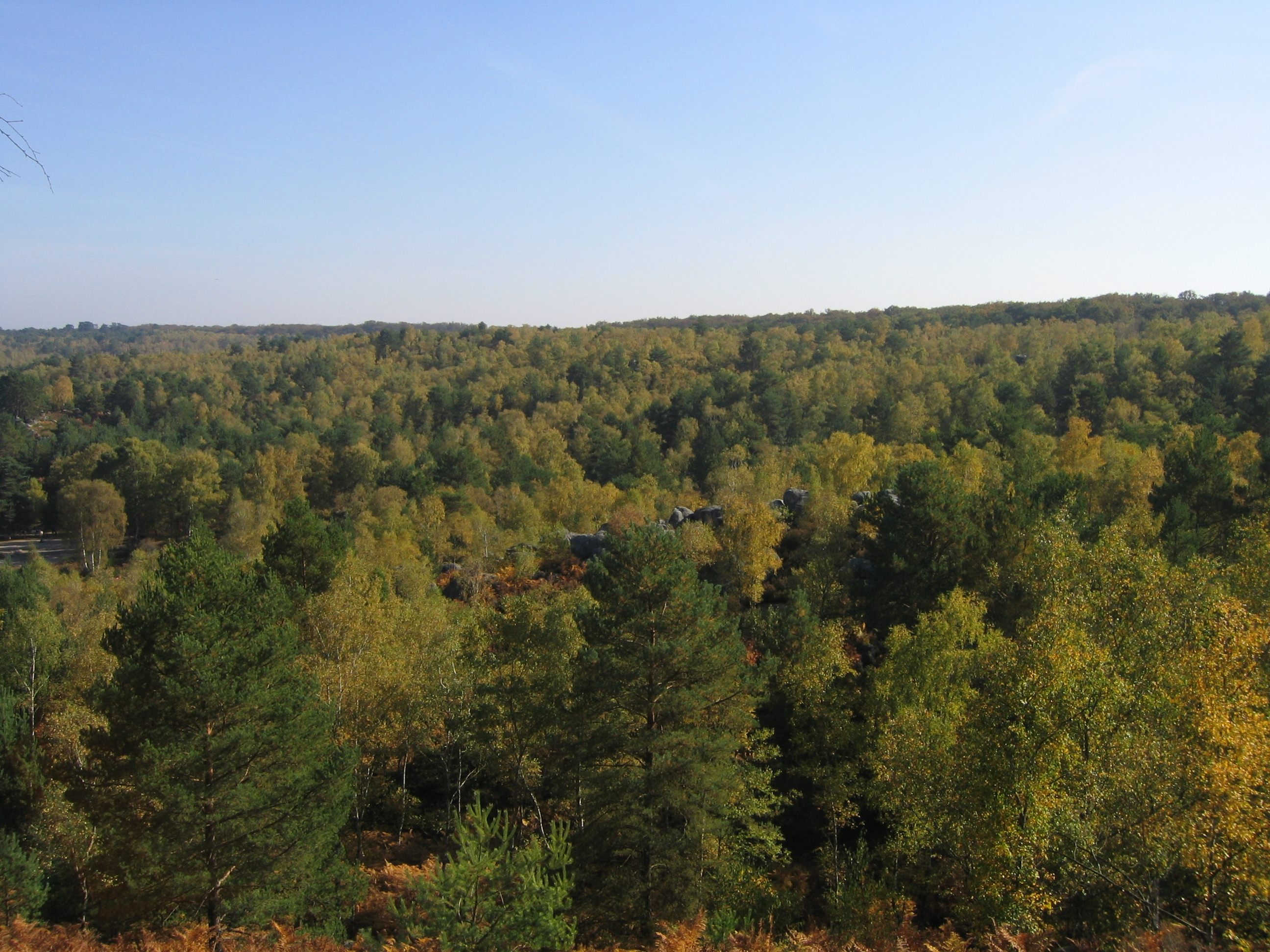
Toutes les aires protégées ne sont pas rangées dans le Livre III. Par exemple, la Forêt de Fontainebleau, plus ancienne de ces aires protégées, est un site classé (Livre II. titre IV) et une réserves de biosphère (livre III titre III), mais c'est aussi un site Natura 2000 (Livre IV titre I) et une Forêt de protection (codifiée dans le Code forestier).

Ce livre concerne les Espaces naturels :
- (Le titre I  concernait les inventaires mais a été abrogé.)
- Titre II : Littoral
- Titre III : Parcs et réserves
- Titre IV : Sites classés ou inscrits
- Titre V : Paysages
- Titre VI : Accès à la nature
- Titre VII : Trame verte et bleue

### Livre IV

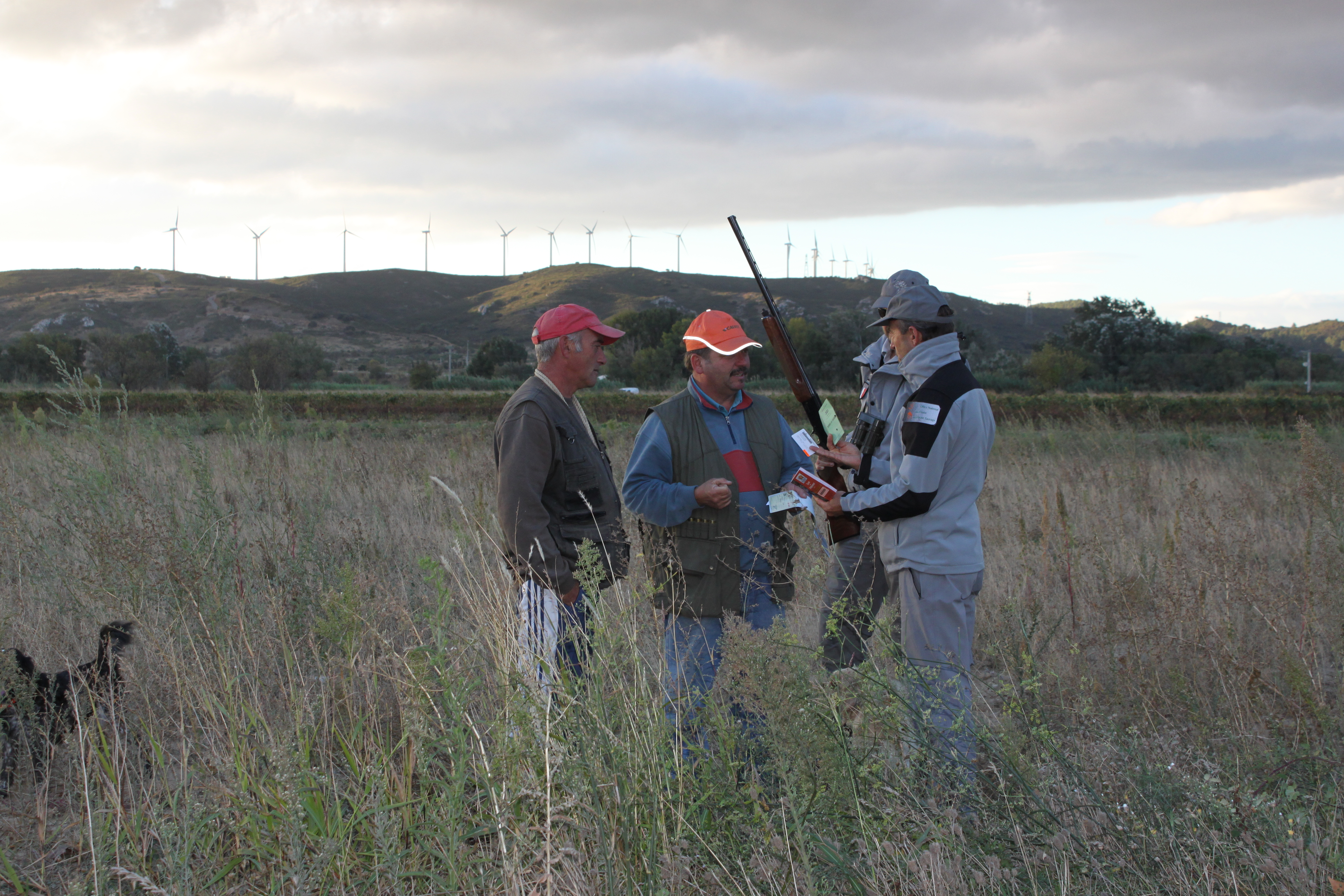
Des agents de l’ONCFS (aujourd'hui OFB) contrôlant des chasseurs, dans l’Aude, en 2010.

Le livre IV traite de la protection et de la gestion de la faune et de la flore, y compris la chasse et la pêche en eau douce. Il reprend des dispositions précédemment contenues dans le code rural, notamment le livre II du code rural promulgué en 1989.
- Titre I : Protection du patrimoine naturel, en particulier l'interdiction de porter atteinte aux espèces protégées et les conditions de dérogation à cette interdiction, la création des ZNIEFFs, des APPBs et des sites Natura 2000 ;
- Titre II : Chasse ;
- Titre III : Pêche en eau douce et gestion des ressources piscicoles.

### Livre V
Le livre V (le plus volumineux) est codifié à droit constant, c'est-à-dire qu'il abroge et remplace tous les décrets, dont celui de 1977 sur les installations classées, et reprend l'intégralité de leur contenu.

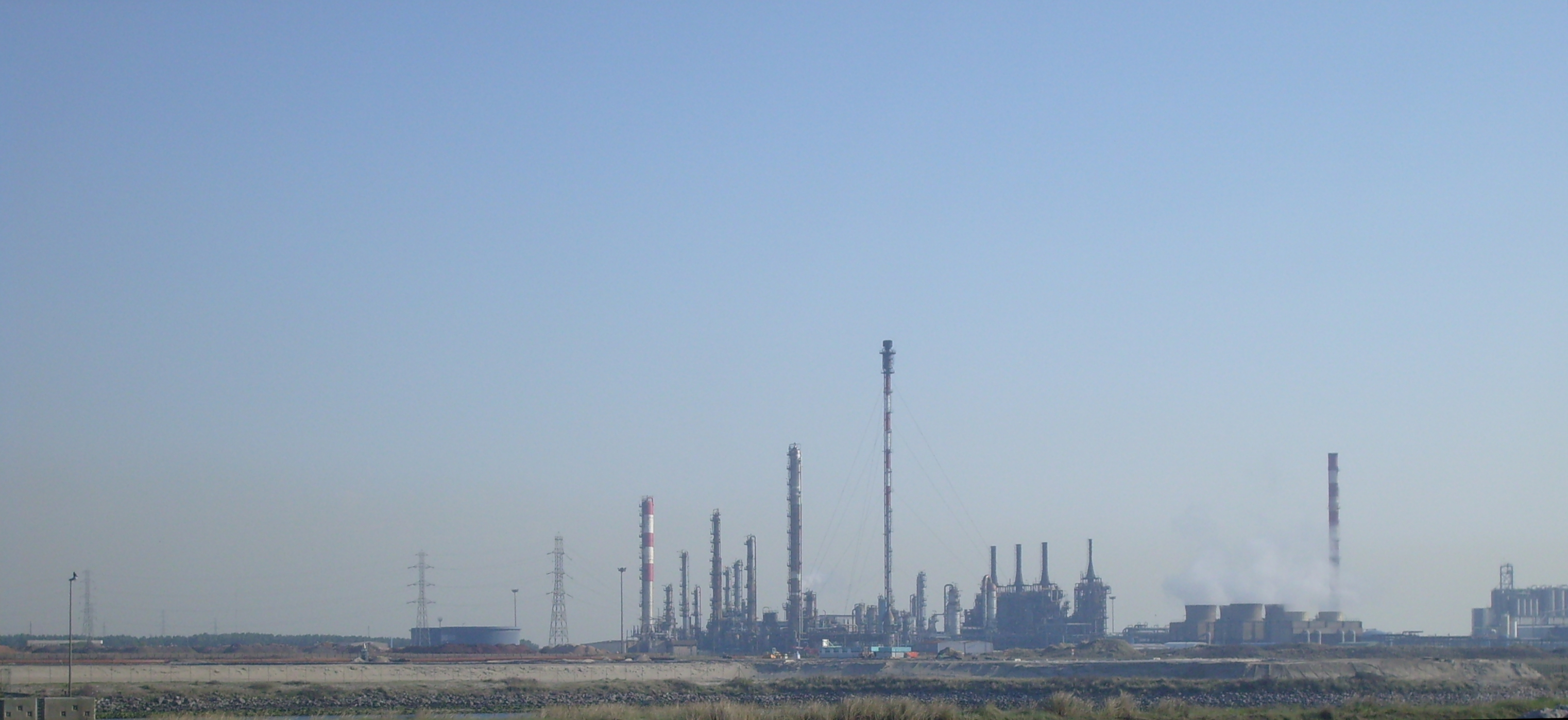
Installation classée pour la protection de l'environnement (SEVESO 2), à Dunkerque.

- Le titre I porte sur les installations classées pour la protection de l'environnement (ICPE), il remplace les dispositions du décret 77-1133 du 21 septembre 1977 pris pour l'application de la loi 76-663 du 19 juillet 1976. Il reprend également la nomenclature ICPE issue du décret n° 53-578 du 20 mai 1953, relatif à la nomenclature des établissements dangereux, insalubres ou incommodes.
- Le titre II porte sur les produits chimiques, biocides, et leur contrôle et mise sur le marché. Il transpose aussi les éléments relatifs à la directive 2003/87/CE établissant un système d'échange de quotas d'émission de gaz à effet de serre.
- Le titre III concerne les OGM (articles D. 531-1 et suivants), il interdit notamment la dissémination volontaire des OGM à toute autre fin que la mise sur le marché.

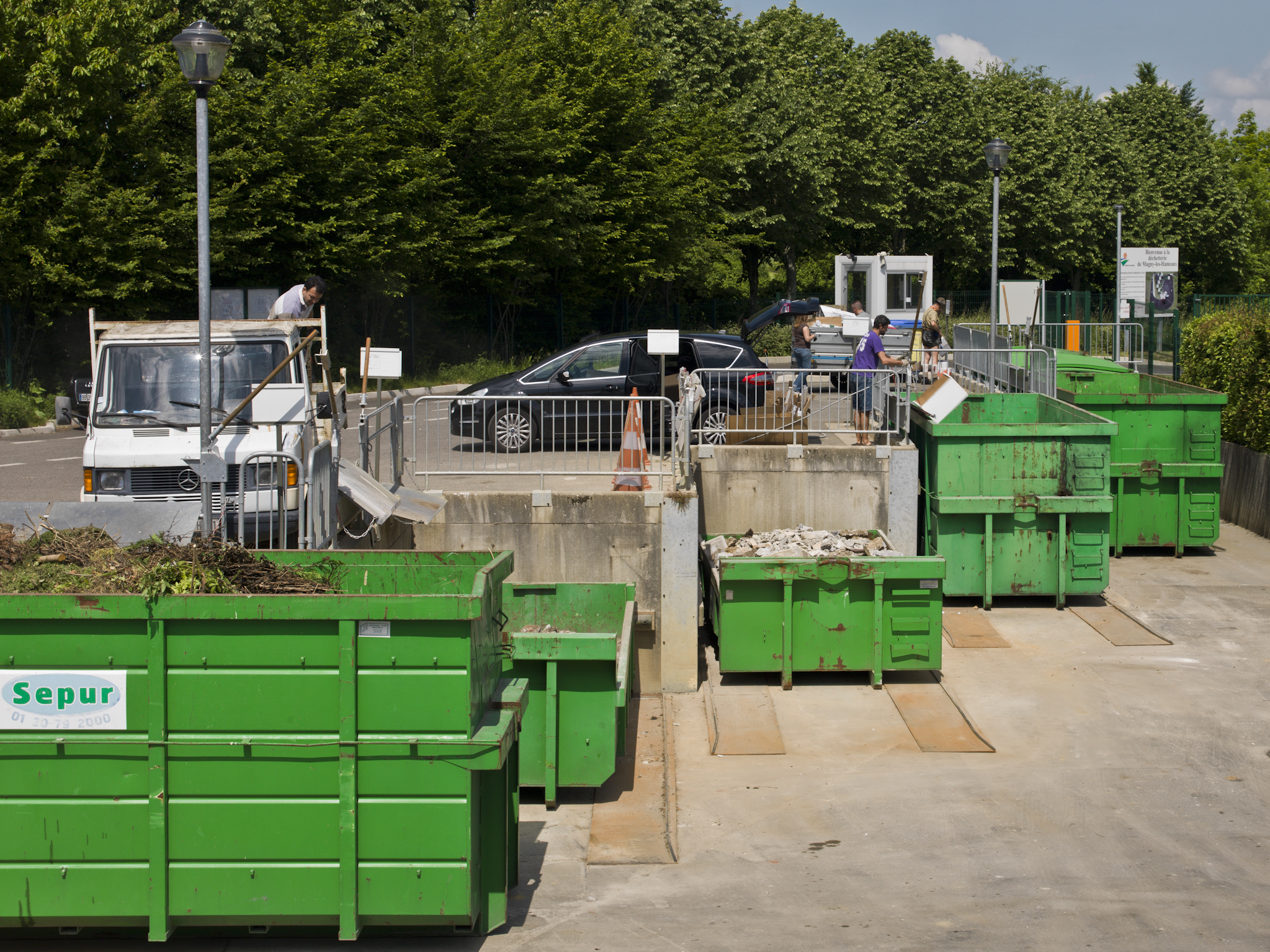
Déchetterie de Magny-les-Hameaux.

- Le titre IV, relatif aux déchets reprend le décret 96-1008 du 18 novembre 1996 relatif aux plans d'élimination des déchets ménagers et assimilés (sauf son article 11), le décret 96-1009 du 18 novembre 1996 relatif aux plans d'élimination des déchets industriels spéciaux, (sauf le I de l'article 12). Le code y évoque notamment les pneus et piles usagés, les fluides frigorigènes, les véhicules en fin de vie et les déchets d'équipements électriques et électroniques.

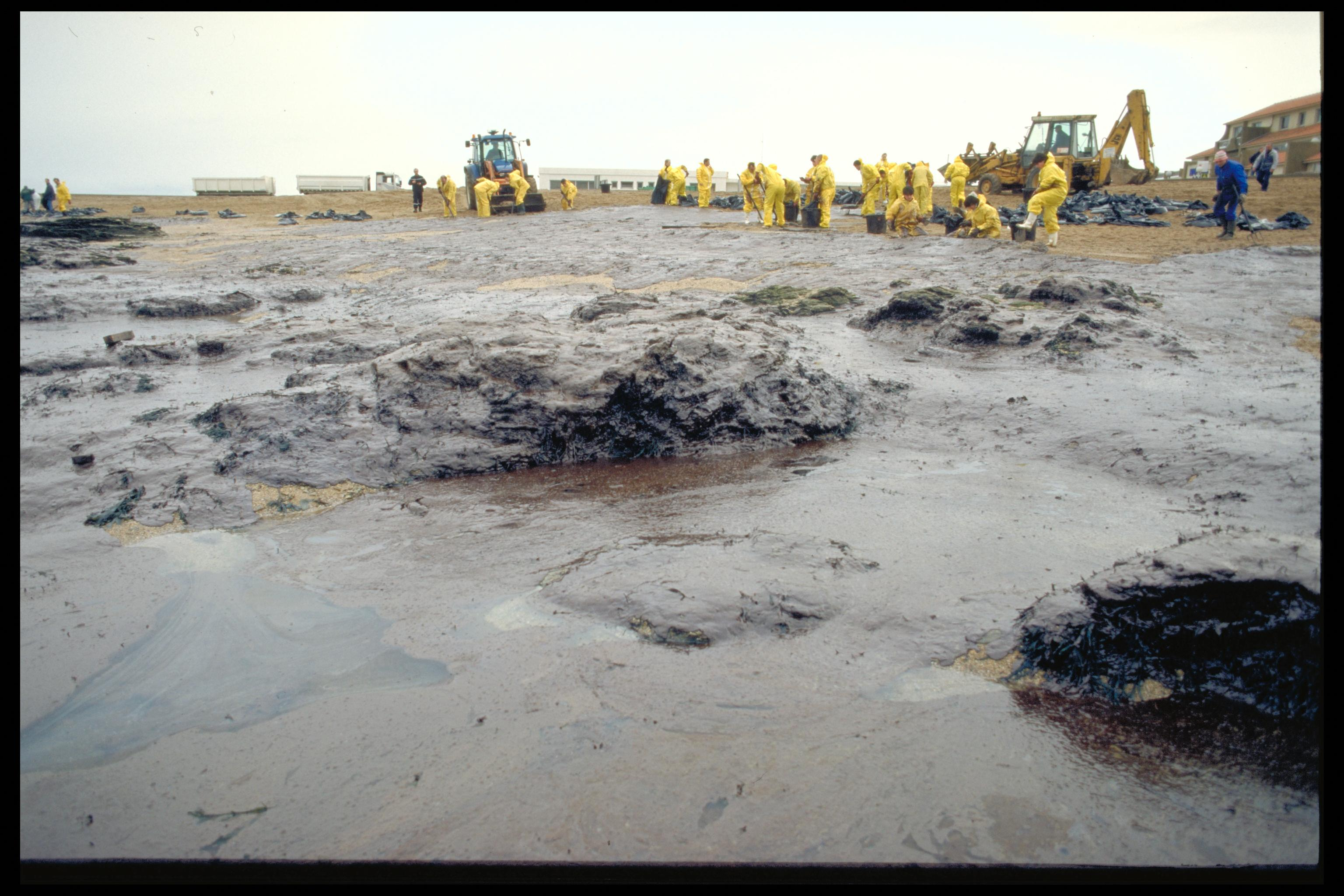
Marée noire provoquée par le naufrage de l'Erika, sur la plage de Saint-Gildas.

- Le titre V concerne les dispositions particulières à certains ouvrages ou installations, les études de dangers à mener et les textes sur le chargement/déchargement de matières dangereuses. Il concerne aussi la pollution et les déchets : c'est par exemple sur le fondement de l'article 541-2, qui stipule que celui qui pollue par des déchets « est tenue d'en assurer ou d'en faire assurer l'élimination », que la commune de Mesquer a fait condamner l'entreprise Total à lui rembourser une partie des frais de nettoyage de la pollution induite par la marée noire provoquée par le naufrage d'Erika en 1999[13], en décembre 2008.
- Le titre VI vise à prévenir les risques naturels (dont inondations) au chapitre IV) et inclut les mesures de sauvegarde des populations concernées et les plans de prévention. La section I du chapitre 3 précise les règles de construction parasismique pour les zones à risque.
- Le titre VII vise la prévention des nuisances sonores, avec une section 3 spécifique aux aménagements et infrastructures de transports terrestres. L'environnement aéroportuaire est aussi visé via des dispositions visant à protéger leurs riverains et le voisinage.

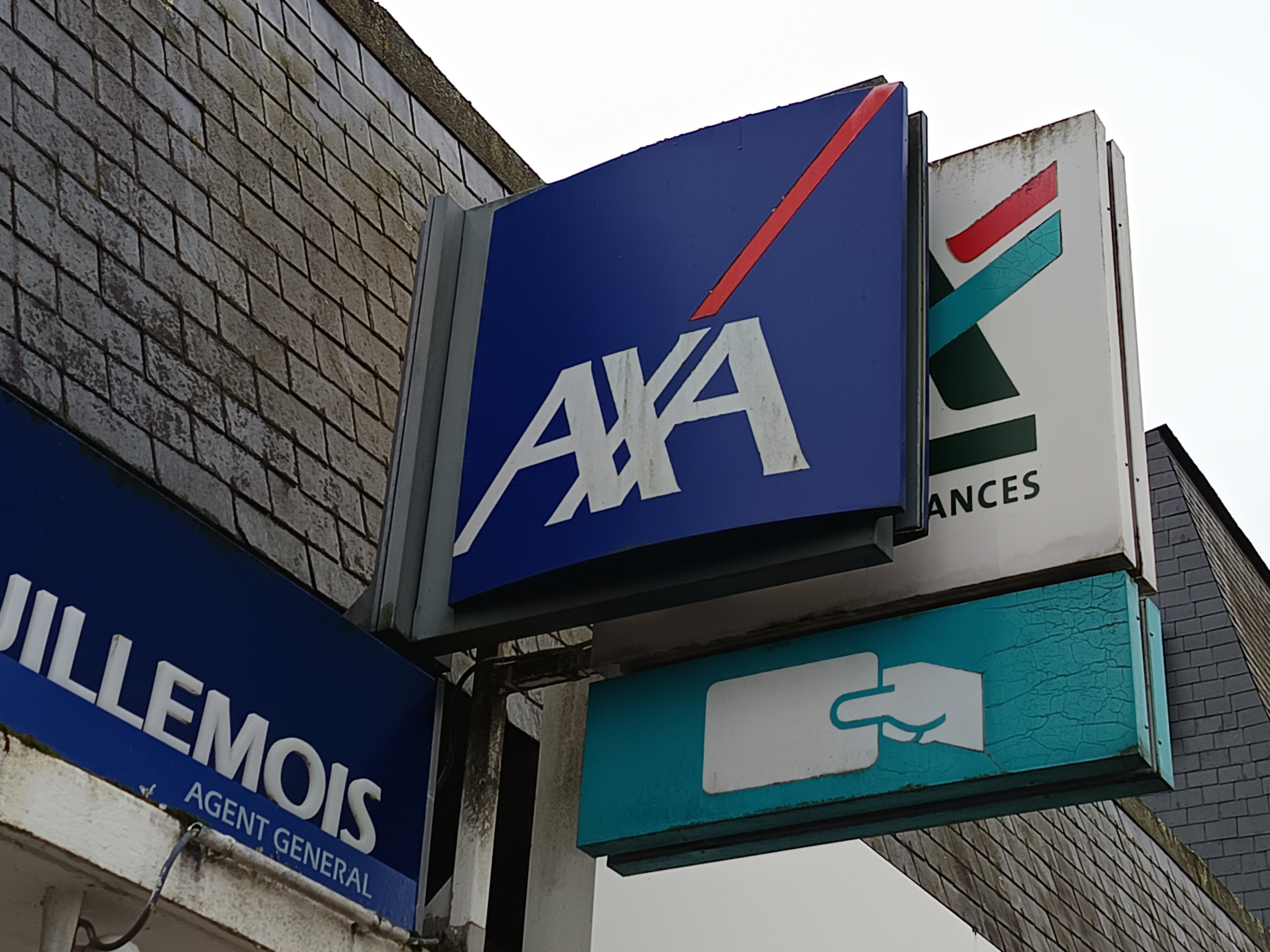
Deux enseignes en potence se masquant l'une l'autre, à Vézin-le-Coquet (France) illustrant la nécessité d'une coordination et d'une réglementation des enseignes.

- Le titre VIII vise la protection du cadre de vie, terme large englobant la réglementation des publicités, enseignes et pré-enseignes (chapitre I), la pollution visuelle, par exemple par les lignes électriques aériennes (chapitre II, avec un seul article sans traduction réglementaire) et la pollution lumineuse (chapitre III).
- Le titre IX sur la sécurité nucléaire.

### Livre VI
Le Livre sixième compile les dispositions applicables en Nouvelle Calédonie, en Polynésie française, à Wallis et Futuna, dans les Terres australes et antarctiques françaises et à Mayotte. En plus des adaptations des règles métropolitaines, plusieurs des dispositions concernant l'Antarctique (rangées dans le Livre VII) y sont également applicables.

### Livre VII

Logo du traité sur l'Antarctique

Le livre VII transpose en droit français les dispositions du traité sur l'Antarctique.

## Parties prenantes
Le Conseil d'État émet les conditions d'application de certains articles.
Avis
- Comité régional de l'environnement,
- Conseil départemental de l'environnement et des risques sanitaires et technologiques (CODERST)

Enquête publique
- Collectivité territoriale,
- Établissements publics en dépendant,
- Tribunal administratif : le président désigne une commission d'enquête,
- Organisme chargé de la maîtrise d'ouvrage,
- Organisme chargé de la maîtrise d'œuvre,
- Organisme de contrôle de l'opération soumise à enquête,
- Le public.

Groupement d'intérêt public
- Des groupements peuvent être constitués pour créer, gérer ensemble des équipements, des personnels ou des services communs.

Droits reconnus à la partie civile :
- Conservatoire de l'espace littoral et des rivages lacustres,
- Agence de l'environnement et de la maîtrise de l'énergie (ADEME),
- Agences de l'eau,
- Centre des monuments nationaux,
- Chambres d'agriculture,
- Office français de la biodiversité, OFB,
- Parcs naturels nationaux,
- Centres régionaux de la propriété forestière,
- Organisations syndicales agricoles et forestières représentatives, lorsqu'il s'agit d'espace rural.

Actions en justice :
- Associations de protection de la nature et de l'environnement agréées au titre de l'article L.141-1,
- Police de l'environnement en France.

## Autres réglementations en relation

### Place dans la hiérarchie des normes

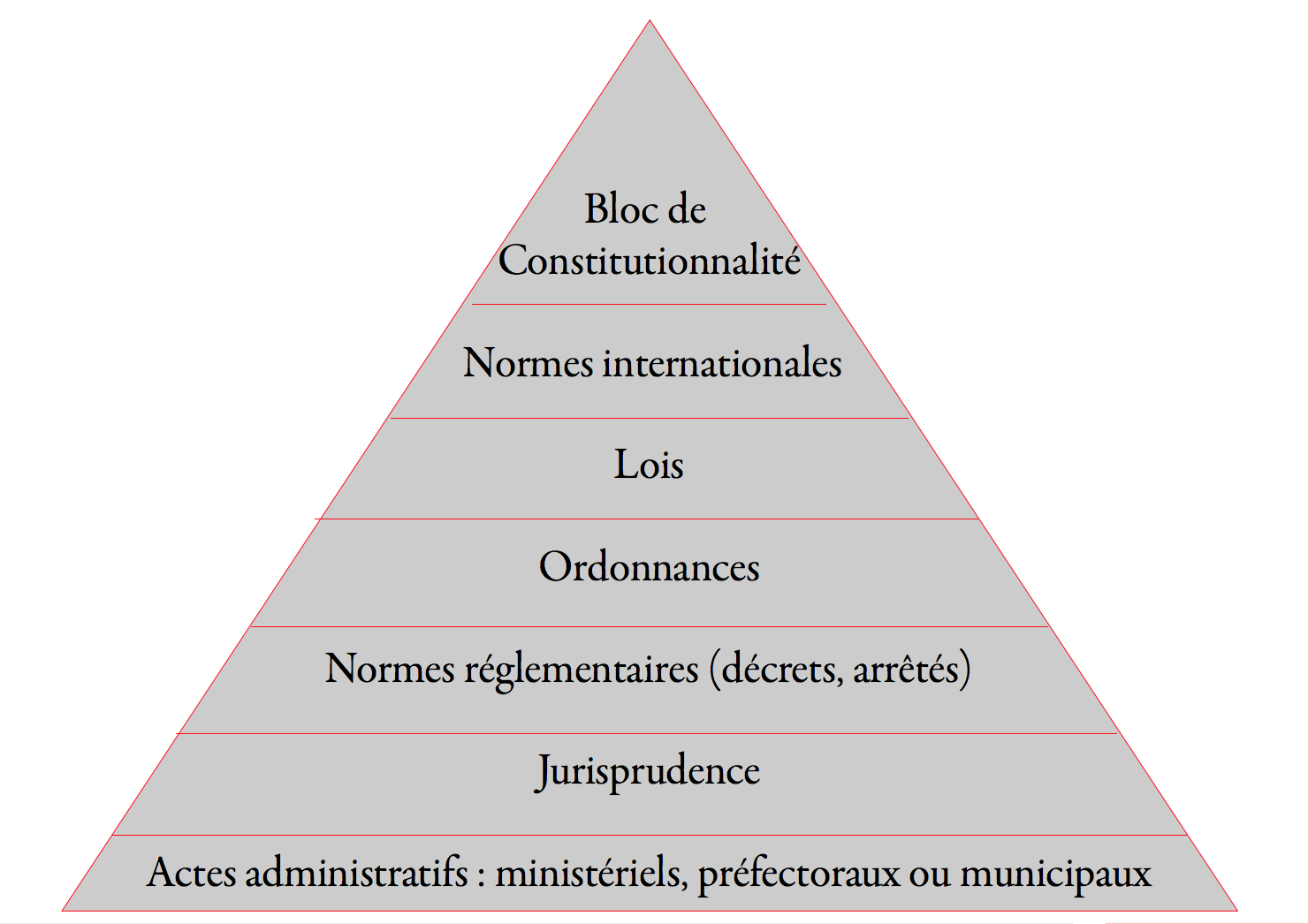
Pyramide des normes

Le code de l'environnement et les lois des autres codes qui sont en rapport avec ce code doivent respecter :
- les dispositions du bloc de constitutionnalité : principes de la charte de l'environnement, etc.
- les dispositions du bloc de conventionnalité :
  - directives européennes,
  - traités internationaux en rapport avec l'environnement,
  - ainsi que les prescriptions des lois organiques qui peuvent modifier l'organisation des pouvoirs publics pour des questions directement ou indirectement en rapport avec l'environnement.

### Relations avec les autres codes
Une quinzaine d'autres codes sont en relation avec le code de l'environnement, par exemple :
- Code de l'urbanisme, en ce qu’il concerne le droit de l’utilisation des sols et ainsi la protection des espaces naturels. La loi littoral, la loi montagne, etc. sont ainsi en grande partie codifiées dans le code de l’urbanisme. Le lien entre urbanisme et environnement a été renforcé par les dispositions issues de la loi SRU.
- Code de commerce : loi sur les nouvelles régulations économiques NRE, article L. 225-100 à 102 et suivant sur la prise en compte des conséquences environnementales de l’activité dans un rapport annuels aux actionnaires.
- Code des douanes (taxe sur les activités polluantes),
- Code rural et de la pêche maritime

## Champ traité par le code
Concernant le périmètre traité par le code de l'environnement, Chantal Cans estime que « Des pans entiers de ce qu’il convient de rattacher au Code de l’environnement restent exclus de son périmètre », citant pour exemple la thématique de la protection des sols ou des installations nucléaires.
Michel Prieur notait, en 2002, que la « grande absente » du code de l'environnement est la thématique de la forêt, dont la réglementation fait l'objet du code forestier or ce code existait déjà avant la création de celui de l'environnement. Il regrettait également le caractère trop restreint du titre sur le paysage.